# 伊利亚·什克辛
伊利亚·瓦列里耶维奇·什克辛（俄语：Илья Валерьевич Шикшин；1990年5月7日—），俄罗斯围棋职业三段棋手。他2015年入段，2019年升为三段。

## 成绩
伊利亚·什克辛曾6次夺得欧洲围棋大会冠军。他也曾多次代表欧洲参加世界围棋赛事。